# Ла Луче (Фермо)
Ла Луче (итал. La Luce) насеље је у Италији у округу Фермо, региону Марке.
Према процени из 2011. у насељу је живело 683 становника. Насеље се налази на надморској висини од 38 м.